# 백원로
백원로(Baegwon-ro)는 경기도 용인시 원삼면 원삼삼거리에서 경기도 용인시 백암면 백암사거리를 잇는 34.5km 도로이다.

## 주요경유지
경기도
- 용인시 처인구 (원삼면 - 백암면)

## 노선
| 이름                     | 접속 노선                        | 소재지            | 소재지            | 소재지            | 비고                  |
| 보개원삼로와 직결        | 보개원삼로와 직결                | 보개원삼로와 직결 | 보개원삼로와 직결 | 보개원삼로와 직결 | 보개원삼로와 직결     |
| ------------------------ | -------------------------------- | ----------------- | ----------------- | ----------------- | --------------------- |
| 원삼삼거리 (원삼2교차로) | 지방도 제318호선 (보개원삼로)    | 용인시            | 처인구            | 원삼면            | 지방도 제318호선 시점 |
| 독성교                   |                                  | 용인시            | 처인구            | 원삼면            | 지방도 제318호선구간  |
| 기상삼거리               | 두창로                           | 용인시            | 처인구            | 원삼면            | 지방도 제318호선구간  |
| 두창사거리               | 지방도 제318호선 (원설로)        | 용인시            | 처인구            | 원삼면            | 지방도 제318호선구간  |
| 두창교                   |                                  | 용인시            | 처인구            | 원삼면            |                       |
| 백암초등학교삼거리       | 삼백로                           | 용인시            | 처인구            | 백암면            |                       |
| 상암교                   |                                  | 용인시            | 처인구            | 백암면            |                       |
| 상암교사거리             | 지방도 제325호선 (백암로185번길) | 용인시            | 처인구            | 백암면            | 지방도 제325호선구간  |
| (이름없음)               | 백암로                           | 용인시            | 처인구            | 백암면            | 지방도 제325호선구간  |
| 백암사거리               | 국도 제17호선 (죽양대로)         | 용인시            | 처인구            | 백암면            |                       |

## 주요 시설및 건물
- 파인다육 (백원로 33/독성리 1000)
- 몬스터카라반 (백원로 298/근창리 629-4)
- 백암성당 (백원로 454/근창리 300-2)
- 백암초등학교 (백원로 501/근창리 105)
- 삼화페인트 백암상사 (백원로 570/백암리 363-14)